# Otto Bornemann
Otto Bornemann (* 9. September 1891 in Arnsberg, Westfalen; † 13. Dezember 1972 in Frankfurt am Main) war ein deutscher Politiker. Er war führendes Mitglied des Jungdeutschen Ordens.

## Leben
Nach dem Besuch der Volksschule und des Gymnasiums Laurentianum (bis zur Obersekunda) in Arnsberg trat Bornemann 1911 in den mittleren Justizdienst ein. Ab dem 1. August 1914 nahm er am Ersten Weltkrieg teil, in dem er mehrfach verwundet und bis zum Kompagnieführer befördert wurde.
Während der Novemberrevolution war Bornemann ein führendes Mitglied des Arnsberger Arbeiter- und Soldatenrates und spielte auch in den Rätegremien auf Kreisebene eine bedeutende Rolle. Zu dieser Zeit stand Bornemann der MSPD nahe. Er wurde zum Mitglied des ersten Reichsrätekongresses in Berlin gewählt.
Im Jahr 1920 nahm er im Range eines Leutnants im Freikorps Lichtschlag an der Bekämpfung der Roten Ruhrarmee während des Ruhraufstandes teil. Mitte der 1920er Jahre wurde Bornemann Mitglied des Jungdeutschen Ordens (Jungdo). Dieser hatte im Sauerland eine Hochburg in Arnsberg. Bornemann war Leiter der Ortsgruppe. Von dort aus propagierte er die Ziele des Ordens auch in den benachbarten Gemeinden. Im Jahr 1921 etwa hielt er in Oeventrop eine „echt vaterländische Kundgebung“ ab, auf der er sich zwar vom Mord an Matthias Erzberger distanzierte und alle reaktionären Absichten von sich wies, aber doch durch die Zielsetzung „Erziehung der Mitglieder zu treudeutscher Gesinnung und die Liebe zum gemeinsamen Vaterland hegen und pflegen“ eine gewisse Distanz zur Republik erkennen ließ. Seine Tätigkeit war so erfolgreich, dass die Ortsgruppe Arnsberg bereits 1922 in zwei „Gefolgschaften“ geteilt wurde. Er selbst gab die Leitung der Arnsberger Organisation auf und wurde Leiter „Komtur“ der Bezirksgruppe Sauerland.
1923 leitete Bornemann Sabotagetrupps im „Ruhrkampf“, die Attentate wie das Sprengen von Eisenbahnlinien ausübten.
Anfang 1926 wurde gegen Bornemann und den Jungdo-Hochmeister Artur Mahraun ein Verfahren wegen Hochverrat eingeleitet, das jedoch schnell als unbegründet eingestellt wurde. Bornemann und Mahraun wurde vorgeworfen, sie hätten versucht, mit französischer Hilfe einen Putsch in Deutschland vorzubereiten.
Nachdem er 1929 auf eigenen Wunsch als Justizobersekretär aus dem Staatsdienst ausgeschieden war, übernahm er den Posten des Ordenskanzlers (i. e. Reichsgeschäftsführer) des Jungdo.
Von September 1930 bis Juli 1932 war Bornemann auf Reichswahlvorschlag der Volksnationalen Reichsvereinigung Abgeordneter im Reichstag.
Bornemann trat zum 1. April 1933 in die NSDAP ein (Mitgliedsnummer 1.798.953) und war Blockleiter sowie Geschäftsführer beim Reichsverband des Installateur- und Klempnerhandwerks.

## Schriften
- Der Jungdeutsche Orden, s.l.e.a. [Berlin 1926].